# هيو فلويد
هيو فلويد (بالإنجليزية: Hugh Floyd)‏ هو سياسي أمريكي، ولد في 18 يناير 1941 في الولايات المتحدة. حزبياً، نشط في الحزب الديمقراطي. وقد انتخب عضو مجلس نواب جورجيا.